# Oneirodes eschrichtii
Oneirodes eschrichtii es un pez de la familia oneirodidae. Habita en las aguas profundas de la mayoría de los océanos. 
Esta especie marina puede alcanzar una longitud de hasta 28 centímetros (11 pulgadas) en los machos y hasta 21 centímetros (8 pulgadas) en las hembras.

### Lectura recomendada
- Tony Ayling & Geoffrey Cox, Collins Guide to the Sea Fishes of New Zealand, (William Collins Publishers Ltd, Auckland, New Zealand 1982) ISBN 0-00-216987-8.